# Comarca del Río Mula
La comarca del Río Mula o cuenca del río Mula es una comarca de la Región de Murcia (España) formada por los municipios de Albudeite, Mula, Campos del Río y Pliego. Está situada en el centro de la región, por lo que linda con todas las comarcas, salvo las del Altiplano, Oriental, Campo de Cartagena y Mar Menor.

## Municipios
| Municipio      | Población | Superficie | Densidad |
| -------------- | --------- | ---------- | -------- |
| Mula           | 16 942    | 633,38     | 26,75    |
| Albudeite      | 1381      | 17,02      | 81,14    |
| Campos del Río | 2212      | 47,8       | 46,28    |
| Pliego         | 4032      | 29,0       | 139,03   |

## Evolución demográfica

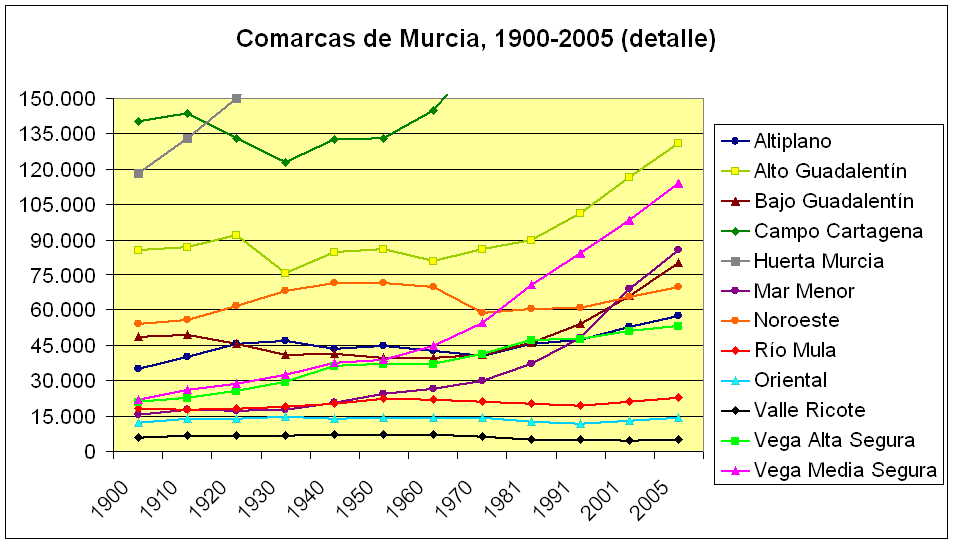
Evolución de la comarca (rojo) en el conjunto de comarcas de la región.

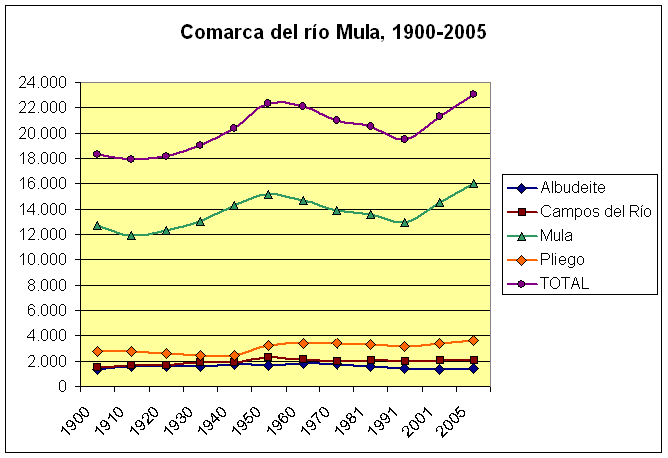
Evolución demográfica de la comarca (lila) y sus municipios.

En el siglo XX, la evolución demográfica de la comarca ha venido determinada principalmente por la de la capital, Mula. Desde 1900, ambas han conocido un incremento total del +26%, bastante inferior a la media de la región, que es del +131%.
- Datos: Q2628379
- Multimedia: Comarca del Río Mula / Q2628379